# 福田愛美
福田 愛美（ふくだ あみ、1993年10月20日 - ）は、日本の元女優。本名、同じ。
長崎県出身。ブレスに所属していた。
血液型O型。身長157cm。

## 来歴
2015年、展覧会の帰り道に園子温監督に声を掛けられ「紀子の食卓」のファンであることをきっかけに『アンチポルノ』のオーディションを受け、ピアノの得意な妹役に抜擢された。劇中では実際に劇伴としても使用されるピアノを生演奏している。2017年にはオーディションにて園子温監督作品の映画の主演に決定していたが、不幸な出来事によりそれを降板し活動を休止した。現在は屋号をAmikoとし、音楽家として活動を行なっている。

## 人物
- 特技はピアノと絵。
- 趣味は映画鑑賞、音楽鑑賞、絵画、写真、料理。[3]。
- 好きな監督はライナー・ヴェルナー・ファスビンダー、クシシュトフ・キェシロフスキ、シャンタル・アケルマン、ロベール・ブレッソン、イングマール・ベルイマン、ジョン・カサヴェテス、エドワード・ヤン
- 好きな映画はジャンヌ・ディエルマン ブリュッセル1080、コメルス河畔通り23番地、デカローグ、ファニーとアレクサンデル[4]。

## 出演

### 映画
- 青ク願ウ（2015年） - 佳奈 役[5]
- 富士川日記（監督：矢崎仁司）
- アンチポルノ（2017年1月28日、監督：園子温） - 妙子 役[6]
- 傷だらけの悪魔（2017年2月、監督：山岸聖太） - 美咲 役[7]
- 新宿スワンII（2017年1月21日、監督：園子温）
- 血を吸う粘土〜派生（2018年、監督：梅沢壮一） - 美咲 役
- 想像だけで素晴らしいんだ（監督：アベラヒデノブ）

### 舞台
- スマイルデッド2014

### CM
- セキスイハイム「ドリームハイムキャンペーン」
- JRA皐月賞「あなたの競馬が走り出す。」
- 日本通運 CM 引越しは日通「単身まるごと」篇

### MV
- Creepy Nuts「合法的トビ方ノススメ」（2018年）
- ゆうれいのいのち「八月、あのコと。」（2018年）

### 書籍
- 燃え殻著書「ボクたちはみんな大人になれなかった」表紙